# Shield Lake
Shield Lake är en sjö i Antarktis. Den ligger i Östantarktis. Australien gör anspråk på området. Shield Lake ligger 24 meter över havet. Arean är 0,34 kvadratkilometer. Den sträcker sig 2,2 kilometer i nord-sydlig riktning, och 0,7 kilometer i öst-västlig riktning.
I övrigt finns följande vid Shield Lake:
- Best Way Gap (ett bergspass)
- Ekho Lake (en sjö)